# Famille Lefebvre (facteurs d'orgues)
Pour les articles homonymes, voir Lefebvre.
La famille Lefebvre est une famille de facteurs d'orgue normands réputés des XVIIe et XVIIIe siècles.

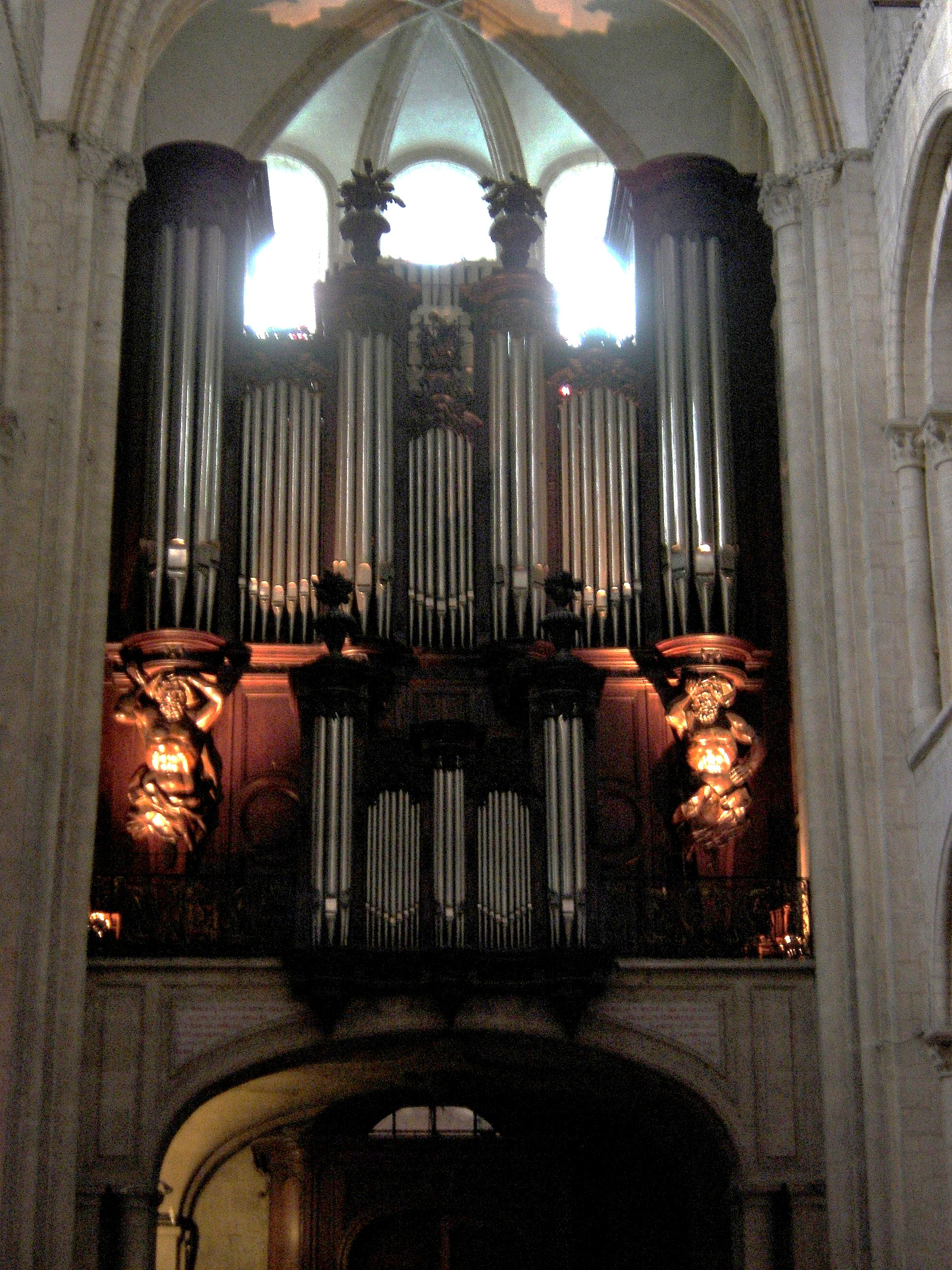
Saint-Étienne de Caen

## Membres notoires
- Charles Lefebvre (1670-1737). Son chef-d'œuvre est la reconstruction en 1732 de l'ancien orgue Antoine Jousseline (ou Josseline) de l'église Saint-Maclou de Rouen.
- Jean-Baptiste Nicolas Lefebvre (1705-1784), fils de Charles.
- Louis Lefebvre (1708-1754), fils de Charles.
  - (1731-1733) Rouen, église réformée Saint-Éloi
  - (1737-1747) Caen, église Saint-Étienne (ancienne abbaye aux Hommes) (60 jeux, 5 claviers, 1 pédalier)
  - (1740) Caudebec-en-Caux, église Notre-Dame, reconstruction de l'orgue Antoine Jousseline (4 claviers, 1 pédalier)
  - (1769-1774) Gisors, reconstruction de l'orgue Barbier/Carlier/Ingout 1580-1684
  - (1772) Le Havre, reconstruction de l'orgue de la cathédrale Notre-Dame (restauration Daublaine Callinet 1845)
- Clément (cousin)

## Généalogie de la famille
Généalogie de la famille
```
Hector Lefebvre
x Jacqueline Rabette
│
└──> Nicolas Lefebvre
     x (1629) Ysabeau Morin
     │
     └──> Madeleine
     │
     └──>  Clément I (v.1630-
29 septembre 170
)
           x (
10 août 1653
) Anne Leloup 
           │
           └──> Nicolas (
6 juin 1654
-?)
           └──> Germain (
6 octobre 1656
-1694)
           │
           └──> Clément II (
21 août 1658
-
23 janvier 1697
)
           │    x (
4 juillet 1694
) Philippe Arnout 
           │    │
           │    └──> Clément III (
31 décembre 1696
-?)
           │
           └──> Anne-Françoise (
21 août 1659
-?)
           │    x (
30 janvier 1684
) Jacques Aubert, tailleur d'habit
           │
           └──> Claude (
29 décembre 1667
-?)
           │
           └──> Charles (
22 mai 1670
-
8 septembre 1737
)
           │    x 1° (
21 janvier 1699
) Marie-Anne Sourdière (?-
9 mai 1713
)
           │      │
           │      └──> Marie (
28 décembre 1700
-?)
           │      └──> Charles-François (
27 avril 1703
-?)
           │      └──> Pierre (
1
er
 juillet 1704
-
2 septembre 1705
)
           │      └──> Nicolas Jean-Baptiste (
6 février 1705
-
26 mars 1784
), célibataire
           │      └──> Louis-Charles(
23 mai 1708
-
23 décembre 1754
)
           │      │    x (1752) Marie-Anne Tricotté (?-an XIII)
           │      │    │
           │      │    └──> Louis Jean-Baptiste Salomon « Lefebvre de Flamanville » (
30 août 1753
-?)
           │      │    └──> Alexandrine Françoise (
24 septembre 1754
-?)
           │      │
           │      └──> Jean-Baptiste(
8 août 1710
-?)
           │      │
           │      └──> Marie-Anne (
9 janvier 1711
-?)
           │    
           │     x 2° (
16 juin 1716
)Anne Collet
           │      │
           │      └──> Pierre(
14 septembre 1717
-?), curé de Bois-Robert
           │      └──> Jean-Charles (
11 février 1721
-?)
           │      └──> Anne-Marguerite (
28 août 1722
-?)
           │      └──> Charles-Pierre (
21 juin 1726
-?)
           │
           └──> Jean-Baptiste (
26 juillet 1677
-
11 juin 1734
)
                x (
26 août 1708
) Marie-Anne Heudeline
                │
                └──> Jean-Baptiste Martin (1710-1750)
                └──> Marie-Élisabeth (1711-?)
                └──> Marianne (1712-?)
```